# Revolta dos Batavos
A Revolta dos Batavos ocorreu na província romana da Germânia Inferior (sul da Holanda) e na Gália entre os anos 69 e 70. Foi uma revolta do povo batavo (em latim: Batavi) e outras tribos locais contra o domínio romano. Sob a liderança de seu príncipe hereditário Caio Júlio Civil, um oficial das tropas auxiliares no exército romano, os batavos conseguiram destruir duas legiões e infligir algumas derrotas humilhantes ao exército. Após os sucessos iniciais, um enorme exército liderado por Quinto Petílio Cerial eventualmente conseguiu derrotar os rebeldes. Nas conversas de paz subsequentes, a situação se normalizou, mas os batavos tiveram que aguentar condições humilhantes, além de uma legião permanentemente aquartelada em seu território.

## Antecedentes

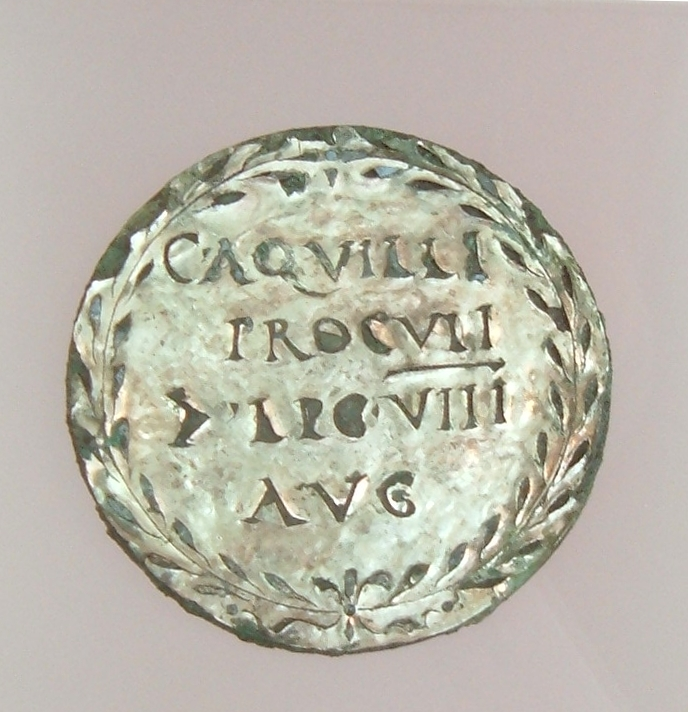
Medalha folheada de prata, citando C. Aquílio Próculo, o primipilo que organizou a retirada das tropas romanas do Reno e foi traído por seus auxiliares (Tácito Histórias IV-18).
Esta medalha foi encontrada no Platô de Kops em Nimegue.

Os batavos era uma sub-tribo do grupo germânico dos catos (em latim: chatti), que havia migrado para região entre o Reno e o rio Waal (ainda hoje chamada de Betuwe em homenagem a eles), no que se tornaria a província romana da Germânia Inferior. Suas terras eram em sua maioria incultiváveis, consistindo principalmente de pântanos formados pelo delta do Reno. Por isso, a população total que os batavos conseguiam suportar na região era minúscula: não mais do que 35 000 naquela época.
Eles eram um povo guerreiro e cavaleiros habilidosos, além de habituados ao mar e bons nadadores. E, portanto, ótimos para a formação de soldados. Para compensar o raro privilégio da isenção do tributum (tributo direto sobre a terra e per capita à que a maioria dos peregrinos estava sujeita), eles ofereciam um número desproporcional de recrutas às tropas auxiliares júlio-claudianas: uma ala e 8 coortes. Eles também forneciam a maior parte da tropa de elite de proteção pessoal de Augusto (Germani corpore custodes), que continuaram em serviço até 68. Os auxiliares batavos eram por volta de 5 000 homens, o que implica que durante todo o período júlio-claudiano, mais de 50% de todos os homens batavos em idade militar (16 anos) poderiam estar alistados. Assim, os batavos, que representavam por volta de 0,05% da população do império em 23, forneciam por volta de 4% do total das tropas auxiliares (ou seja, 80 vezes a sua proporção). Eles eram considerados pelos romanos como sendo os melhores (fortissimi, validissimi) entre os auxiliares e, também, de todo o exército. Durante o serviço que prestaram aos romanos, eles aperfeiçoaram uma técnica única de nadar através de rios enquanto vestidos com a armadura completa e portando as suas armas.
Júlio Civil (claramente um nome latino adotado, não o verdadeiro de batismo) era um príncipe hereditário dos batavos e o prefeito de uma coorte batava. Um veterano com 25 anos de serviço, ele já havia servido com distinção na Britânia, onde ele e oito coortes tiveram um papel crucial tanto na invasão romana em 43 e a subsequente pacificação da Britânia meridional.
Por volta de 69, porém, Civil, os regimentos batavos e o povo batavo estavam profundamente descontentes com Roma. Após os regimentos terem sido retirados da Britânia e ido para Itália em 66, Civil e seu irmão, também um prefeito, foram presos pelo governador da Germânia Inferior e falsamente acusados de traição: seu irmão foi executado e Civil foi enviado à Roma, prisioneiro, para ser julgado por Nero (a diferença de tratamento pode indicar que seu irmão ainda era um "peregrino", enquanto que Civil, como seu nome indica, já era um cidadão romano, o que lhe permitia levar o seu caso ao imperador). Enquanto ele estava preso, Nero foi forçado a cometer o suicídio, terminando com ele a Dinastia júlio-claudiana. Ele foi então substituído pelo governador da Hispânia, Galba, que inocentou Civil e permitiu que ele voltasse pra casa.
De volta à Germânia Inferior, parece que foi preso de novo, a pedido das legiões locais, pelo novo governador Vitélio, que pediram a sua execução. Enquanto isso, Galba debandou a unidade de proteção imperial batava, alienando assim algumas centenas das melhores tropas batavas - e todo os batavos, que consideram o gesto como um grande insulto. Ao mesmo tempo, as relações entre as tropas auxiliares e a legião à que tinham sido anexadas (XIV Gemina) deterioraram desde a invasão da Britânia, 25 anos antes: o ódio recíproco entre eles se transformou em conflito aberto em pelo menos duas ocasiões.
Neste ponto, o império romano foi chacoalhado por sua primeira grande guerra civil desde a batalha de Áccio, exatamente um século atrás, provocada pelo fim da dinastia Júlio-Claudiana. Os herdeiros de Augusto tinham recebido uma lealdade automática e fervorosa dos legionários comuns nos exércitos distantes, postados nas fronteiras do império. Galba não tinha a mesma legitimidade aos olhos deles. O poder supremo estava portanto aberto à qualquer general que fosse forte o suficiente para agarrá-lo (e mantê-lo). Primeiro, o segundo em comando de Galba, Otão, tentou um golpe contra seu líder, que acabou assassinado pela guarda pretoriana. Então, em rápida sucessão, dois poderosos generais, Vitélio e Vespasiano, se amotinaram e lideraram seus exércitos até romana numa enorme confrontação, no que ficou conhecido como "Ano dos quatro imperadores". O exército de Otão foi derrotado pelo Vitélio e este, por sua vez, foi derrotado por Vespasiano, que conseguiu então estabelecer uma nova dinastia (a Flaviana 69 - 96).
Civil foi libertado por Vitélio no início de 69, quando ele, tendo lançado seu motim contra Otão, estava precisando urgentemente do apoio militar dos batavos. Os regimentos batavos ajudaram prontamente Vitélio na tarefa e derrotaram Otão na Primeira Batalha de Bedríaco, voltando sob ordens para casa em seguida. Foi aí que aconteceu o motim de Vespasiano, comandante das tropas da Síria. O general de Vitélio na Germânia Inferior, sob ordens de recrutar mais tropas, perdeu a confiança dos batavos ao tentar recrutar mais do que máximo estipulado nos tratados. A brutalidade e a corrupção dos centuriões romanos responsáveis pela tarefa foram a gota d'água para um povo que já estava descontente.

## A Revolta

A fronteira do Reno durante o império romano, em 70, mostrando a localização dos batavos e a região do delta. O território romano está hachurado.

No verão de 69, Civil era o comandante das tropas auxiliares batavas anexadas às legiões do Reno. Ele conhecia bem as táticas militares romanas, o que lhe deu boas ideias sobre como derrotá-las. A sua primeira ação foi montar uma diversão e, pra isso, Civil induziu uma rebelião fora da terra dos batavos.
A tribo dos Caninefates estava vivendo nas terras entre os batavos e o Mar do Norte. Não se sabe o que Civil fez para instigar a rebelião, mas eles, liderados por Brino, atacaram diversos fortes romanos, inclusive Trajeto (moderna Utreque). Com a maioria das tropas na Itália lutando na guerra civil, os romanos foram pegos de surpresa. Flaco, o comandante das legiões do Reno, enviou as tropas auxiliares para controlar a situação. O resultado acabou em outro desastre para os romanos. Civil assumiu o posto de líder da rebelião e derrotou os romanos perto da moderna Arnhem.
Era a hora de lidar com os rebeldes com firmeza. Flaco então ordenou que a V Alaudae e a XV Primigenia para lidar com o problema. Acompanhando-as estavam três unidades auxiliares, incluindo o esquadrão equestre batavo, comandado por Cláudio Labeu, um conhecido inimigo de Civil. A batalha ocorreu perto da cidade moderna de Nimegue. O regimento batavo desertou e se juntou aos seus conterrâneos, derrubando ainda mais a já minguada moral romana. O resultado final foi novamente desastroso: um exército romano foi derrotado e as legiões foram forçadas a recuar para a sua base, Castra Vetera (atual Xanten).
Neste momento, os batavos eram independentes e claramente tinham a ofensiva. Mesmo Vespasiano, que estava lutando contra Vitélio pelo trono saudou a rebelião que impediu que seu inimigo trouxesse à Itália as legiões do Reno. Aos batavos foi prometida a independência e Civil caminhava para se tornar um rei.

## Castra Vetera
Porém, por razões desconhecidas, isso não foi suficiente para os batavos. Civil escolheu o caminho da vingança e jurou destruir as duas legiões romanas. E o momento foi bem escolhido. Com a guerra civil do ano dos quatro imperadores em seu ápice, levaria algum tempo antes que Roma pudesse realizar um contra-ataque efetivo. Além disso, as oito unidades auxiliares do exército de Vitélio estavam voltando pra casa e poderiam ser facilmente persuadidas a se juntarem à rebelião por uma Batávia independente, o que seria um importante reforço. Além de serem tropas veteranas, estavam em maior número do que a soma das tropas romanas estacionadas em Mogoncíaco e Bona.
Em setembro de 69, Civil iniciou então o cerco de Castra Venera, o campo onde estavam os 5 000 legionários da V Alaudae e da XV Primigenia. O campo era moderno, bem abastecido e bem defendido, com muralhas de tijolos e uma paliçada, torres e um fosso duplo. Após algumas tentativas infrutíferas de tomar o campo à força, Civil decidiu então submeter o inimigo pela fome. Enquanto isso, Flaco decidiu esperar pelo resultado da guerra na Itália. Não fazia muito tempo, as legiões do Reno haviam sido punidas por Galba pelas suas ações contra o rebelde Caio Júlio Víndice de Gália Lugdunense. Vespasiano estava vencendo a guerra e Civil estava ajudando-o a se tornar imperador ao impedir que as duas legiões cercadas em Castra Vetera se unissem à Vitélio. Flaco e seus comandantes não queriam arriscar uma outra gafe militar e esperaram por instruções.
Mas as notícias da derrota de Vitélio chegaram e Civil continuou o cerco. Ele não estava lutando por Vespasiano e sim pela Batávia. Flaco começou a preparar um contra-ataque para resgatar as legiões presas. Civil não iria esperar até que eles estivessem preparados e lançou então um ataque surpresa. Na noite de 1 de dezembro, seus oito melhores regimentos de cavalaria atacaram os romanos em Krefeld. O exército romano venceu a batalha e destruiu a cavalaria batava, ainda que sofrendo também pesadas perdas. Sabendo que os romanos iriam até Castra Vetera, Civil abandonou o cerco e ameaçou atacar Mogoncíaco. Os romanos caíram no truque e correram para defender a sua principal base na Germânia Inferior. Lá, receberam as notícias sobre a vitória de Vespasiano. Flaco decidiu celebrar o evento distribuindo dinheiro às legiões, o que acabou saindo pela culatra, pois eram tropas leais à Vitélio e que interpretaram o gesto como um insulto. Flaco foi assassinado e seu segundo desertou, deixando o exército romano em grande confusão. Civil aproveitou a chance e, antes que os romanos pudessem reagir, suas tropas cercaram Castra Vetera novamente.

## A rebelião continua
O ano de 70 começou com as chances do lado dos rebeldes. Duas legiões ainda estavam cercadas em Castra Vetera e o resto do exército romano não era grande o suficiente para lidar com a revolta. Além dos batavos, os tréveros e os língones também tinham declarado a sua independência na Gália. Júlio Sabino, o imperador rebelde, havia conseguido persuadir a I Germanica e a XVI Gallica a se unirem a ele. Em Castra Vetera a situação era desesperadora, pois a comida havia acabado e as legiões estavam se alimentando de seus cavalos e mulas para sobreviver. Sem chance de resgate, o comandante das tropas, Múmio Luperco decidiu se render. Às legiões foi prometido um salvo-conduto se eles deixassem o campo ser saqueado pelos rebeldes. Todas as armas, material de artilharia e ouro foram deixados ao saque. A V Alaudae e XV Primigenia tinham marchado apenas alguns quilômetros quando foram emboscadas pelas tropas germânicas e massacradas. O comandante e os principais oficiais foram feitos escravos e presenteados à Veleda, a profetisa que havia previsto a ascensão dos batavos. Após este sucesso, Civil foi até Colônia Agripina (Colônia) e acampou lá. Nos meses seguintes, ele investiu seu tempo convencendo as tribos do norte da Gália e da Germânia a se juntarem à rebelião.

## A retaliação do Império romano
A rebelião na Germânia era agora uma ameaça real ao Império. Duas legiões haviam sido destruídas, duas outras (I Germanica e a XVI Gallica) estavam sob o controle dos rebeldes. A situação não poderia perdurar por muito tempo. Assim que Vespasiano conseguiu controlar o império e a situação na Itália estava sob controle, ele decidiu agir. Ele nomeou Quinto Petílio Cerial, um parente próximo e um experiente general como comandante das tropas vingadoras. Não querendo arriscar uma derrota, um exército gigantesco foi convocado. As legiões VIII Augusta, XI Claudia, XIII Gemina, XXI Rapax e a recente II Adiutrix foram imediatamente enviadas à Germânia. Adicionalmente, as legiões I Adiutrix e VI Victrix foram convocadas da Hispânia e a XIV Gemina, da Britânia. A maior parte delas foi enviada para pacificar outras partes da Gália e da Germânia Superior, assim como proteger a fronteira do Reno. Ainda assim, o exército de Cereal era enorme e representava uma ameaça real aos rebeldes. Com a notícia do exército que se aproximava, Julius Tutor, um dos aliados de Civil se rendeu. As legiões "aprisionadas", a I Germanica e XVI Gallica entregaram as armas e foram imediatamente desgraçadas, tendo perdido a confiança de Roma. A I Germanica foi debandada e seus legionários foram adicionadas à VII Gemina na Panônia. A XVI Gallica foi reconstituída com o nome de Legio XVI Flavia Firma. Pressionado por todos os lados, Cereal forçou os rebeldes e seus agora escassos aliados a recuarem para o norte. A rebelião agora estava confinada à Germânia Inferior.
De sua terra-natal da Batávia, Civil tentou por algum tempo atacar o exército romano numa série de investidas por terra, com a ajuda de sua frota, nos rios Waal e o Reno. Em um deles, Civil conseguiu capturar a nau capitânia da frota romana, o que foi uma humilhação que precisava de resposta imediata. Cereal decidiu então não esperar mais e invadiu a Batávia. No início da rebelião, Roma estava muito preocupada com grandes manobras militares na Judeia durante a primeira guerra judaico-romana. Porém, o cerco de Jerusalém iniciara em abril de 70 e estava terminado no início de setembro, o que efetivamente encerrou a guerra. Quando Civil soube que Jerusalém caíra, ele soube que os romanos agora trariam toda a sua força sobre os batavos e, sabiamente propôs a melhor paz que conseguiu. De fato, seu povo foi poupado, ainda que novamente subjugado. As conversas prosseguiram. Uma ponte foi construída sobre o rio Nabália, onde as partes se aproximaram de ambas as margens. Os termos do acordo são desconhecidos, mas os batavos foram forçados a renovar sua aliança com o império romano e a recrutar outras oito tropas auxiliares. A capital batava de Nimegue foi destruída seus habitantes foram realocados à força para uma localização alguns quilômetros rio abaixo, um lugar indefensável. Por fim, a X Gemina foi estacionada na região para garantir a paz.
O destino de Civil é desconhecido.

## Lista de legiões envolvidas
| - V Alaudae - XV Primigenia - I Germanica - XVI Gallica - VIII Augusta - XI Claudia - XIII Gemina | - XIV Gemina - XXI Rapax - II Adiutrix - I Adiutrix - VI Victrix - XVI Flavia Firma |